# 關於促進米糠回歸人類食用提升國民營養的建議

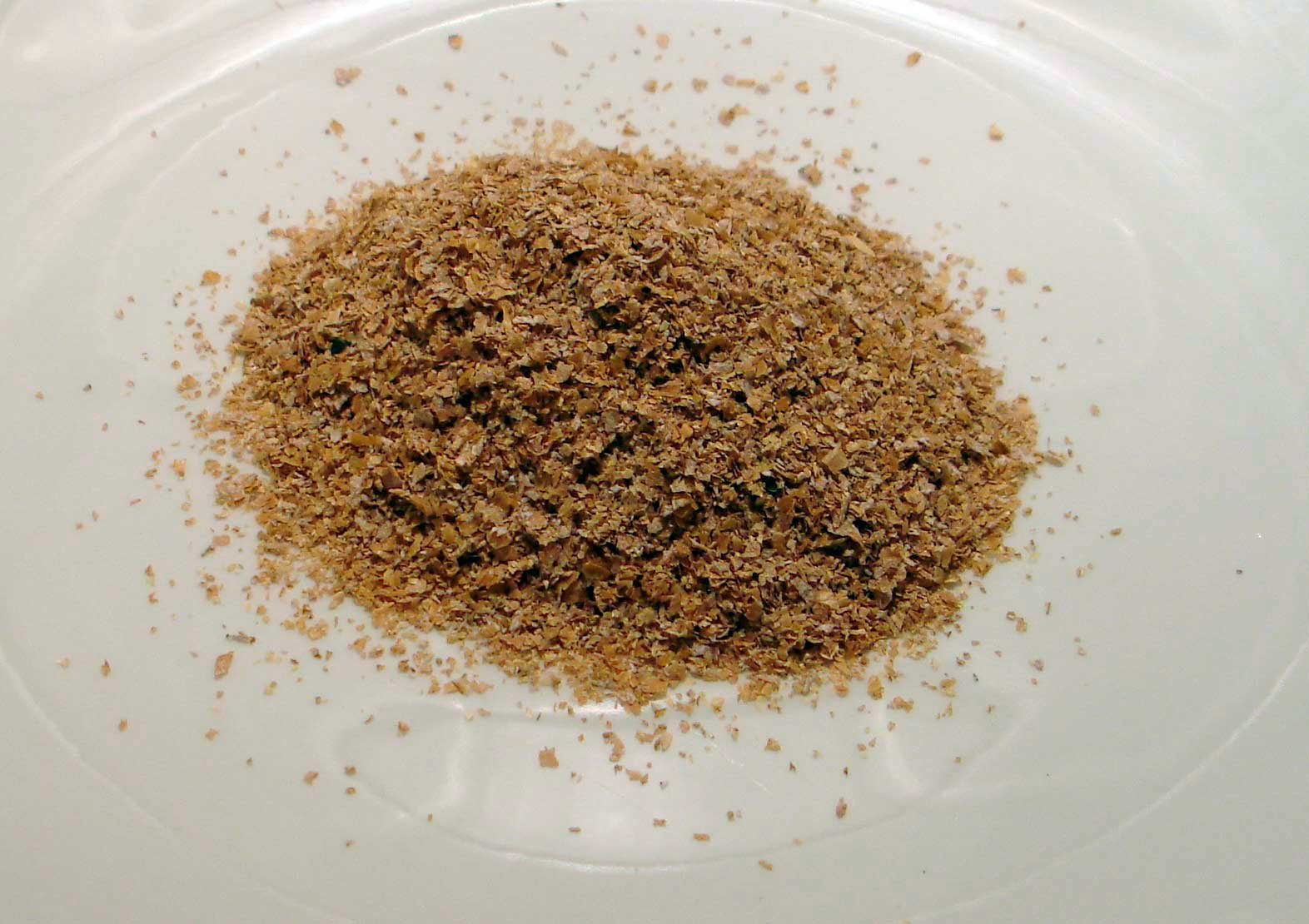
麥麩米糠

《十三届全国人大五次会议第0132号建议》為中華人民共和國第十三屆全國人民代表大會第五次會議中（即2022年三月份）由人大代表提出；建議國家應促進米糠應針對人類的食用價值采取正向態度，促進米糠回歸人類食用，提升國民營養。該建議于2023年1月19日獲中华人民共和国国家卫生健康委员会聯合市场监管总局、国家药监局的正面回信，支持國家對米糠的食用價值研究。
米糠類穀物即稻米果实的皮层、胚，並非正式的食物。一般乃是用作家畜飼料，只有在荒年時期才用作充飢物。食用米糠在中國傳統中被視作貧困的象徵之一：古有“吃糠咽菜”的成語，即吃野菜、米糠，形容生活極爲貧窮。是故提案引起社會爭議，亦有學者擔憂此舉是中國糧食問題的體現。